# Tradescantia cirrifera
Tradescantia cirrifera är en himmelsblomsväxtart som beskrevs av Carl Friedrich Philipp von Martius. Tradescantia cirrifera ingår i släktet båtblommor, och familjen himmelsblomsväxter. Inga underarter finns listade.